# The Glammers
The Glammers é um power trio virtual de indie rock, criada em 2006, na cidade de Edimburgo, Escócia. É formada por Syd Glammer (vocal e guitarra), She Glammer (backing vocal e baixo), e Rex Glammer (bateria). Começou a ficar conhecida em 2007, quando lançou seu primeiro single, Messensheriff, e o videoclipe da música Don't Lose It, que marcou a primeira aparição da banda no cenário musical. 
Apesar do grande sucesso iminente do grupo (graças ao seu primeiro CD de nome homônimo que foi lançado em Agosto de 2012), ninguém sabe ao certo quem são os responsáveis pelas vozes e pela gravação das músicas da banda, dito somente que as canções são gravadas em um estúdio próprio e distribuídas por uma produtora desconhecida.

## Integrantes
Como um Power Trio padrão, a banda é composta por um guitarrista, uma baixista e um baterista. Apesar dos integrantes não serem parentes em si, cada um possui o sobrenome "Glammer" - talvez seja um nome artístico aceito pelos criadores para divulgar sua paixão pelo grupo em si.

### Syd Glammer
Nascido em Edimburgo, Escócia, no dia 18 de Janeiro, Syd é o filho único de um inventor e uma arqueóloga. Quando pequeno, teve pouco contato com crianças da sua idade, já que sua mãe decidiu contratar professores para dar aulas particulares a ele - o que colaborou para formar sua personalidade séria e anti-social. 
Sua interação com o rock começou depois que ele começou a ouvir antigos discos de vinil que seu pai colecionava - entre esses discos alguns cantores e bandas de rock famosas, como Led Zeppelin, The Doors, etc. Seu gosto pelo estilo musical o fez se matricular em uma escola de artes na adolescência, e foi durante essa época que ele conheceu Rex - que se tornou seu primeiro e melhor amigo. Os dois compartilhavam de uma mesma paixão sobre o rock, e desde então passaram a ensaiar em cômodos antigos e não-usados da casa de seus pais.
Aos 16 anos - já no terceiro ano do colegial - Syd perdeu os pais em um acidente de avião, o que determinou seu estilo calado e triste. Como já tinha idade, herdou a mansão da família, criou um estúdio de ensaios no sótão e convidou Rex para morar definitivamente lá.
De acordo com informações oficiais, ele adora suco de mirtilos, e seu principal hobby é colecionar guitarras (tendo "umas 40 no estúdio" segundo ele mesmo) e discos de vinil.